# Сидмут
Сидмут (англ. Sidmouth) — город и община в Ист-Девонском районе английского графства Девон, на побережье залива Лайм в Английском проливе. Город расположен в устье реки Сид, от которой и берёт своё название, означающее «город в устье реки Сид». Название реки в свою очередь происходит от др.-англ. sīd — широкий.